# Klaus Schlicker
Klaus Schlicker (* 28. Januar 1967 in Wassertrüdingen) ist ein evangelisch-lutherischer Geistlicher. Derzeit ist er Dekan des Dekanats Windsbach und erster Pfarrer der evangelischen Kirchengemeinde Windsbach. Seit 2020 engagiert er sich auch in der Landessynode der Evangelisch-Lutherischen Kirche in Bayern.

## Leben
Klaus Schlicker studierte Evangelische Theologie in Erlangen, Rom und Tübingen. Nach seinem Vikariat in Geslau im Dekanat Leutershausen  war er zunächst von 1999 bis 2004 als Referent des Ansbach-Würzburger Regionalbischofs (bis 2002 Ernst-Dietrich Bezzel, dann Helmut Völkel) tätig. 2005 wechselte Schlicker als Pfarrer nach Wieseth, seit 2012 ist er Dekan in Windsbach. 2020 wurde Schlicker in die bayerische Landessynode gewählt, 2023 wurde er als einer von vier Kandidaten für das Amt des bayerischen Landesbischofs vorgeschlagen, gewählt wurde schließlich Christian Kopp.
Klaus Schlicker ist verheiratet und hat vier Kinder.

## Kirchliche Anliegen
Schlicker steht für eine missionarische und diakonische Kirche, die sich auf den „Schatz [der Kirche], das Evangelium von Jesus Christus“ besinnt.
Über seine kirchlichen Anliegen schreibt das Sonntagsblatt: „Allen Schwierigkeiten [...] zum Trotz, hat er sich [als Synodaler] in vielen Bereichen aktiv eingebracht: Sei es bei kirchlichen Zukunftskongressen, sei es beim schwierigen Thema Mitgliederbindung und Kirchenaustritte – oder auch beim Thema verfolgte Christen weltweit.“ und weiter „In der Synode gilt der Dekan als Verfechter der Kirche vor Ort, als Fürsprecher für die Kirchengemeinden.“